# Il castello del mistero
Il castello del mistero (Ourselves Alone) è un film britannico del 1936 diretto da Brian Desmond Hurst e da Walter Summers.

## Trama
L'ispettore Hannay e l'agente segreto Wiltshire si scoprono innamorati della stessa donna, Maureen Elliott, il cui fratello Terence è uno dei capi dell'IRA.
Quando Terence viene ucciso da Wiltshire, Hannay si addossa la colpa per permettere a Maureen di fuggire con l'uomo che ama.